# Ingvar Cronhammar
Ingvar Cronhammar (født 17. december 1947 i Hässleholm i Sverige, død 20. maj 2021) var billedhugger, uddannet ved Århus Kunstakademi 1968 – 1971. Ingvar Cronhammar flyttede til Danmark i 1965. Han markerede sig i 1970'erne i det århusianske kunstmiljø med Zygo-gruppen sammen med Thorbjørn Laustsen, Per Kramer, Freddy Halle og Niels Erik Jensen. 
Ingvar Cronhammar var fra 1990-1995 leder af billedhuggerskolen ved Det fynske Kunstakademi. Cronhammar sad også som medlem af Statens Kunstfonds Udvalg for Kunst i det Offentlige Rum i perioden 2002-2004.

## Kunstværker
Ingvar Cronhammar var især kendt for sine monumentale skulpturer i det offentlige byrum, Juggernaut ved Danmarks Pædagogiske Universitet, Emdrup, 1991. Eye of the Shadow, Struer Gymnasium, 1992. Camp Fire, Odense Tekniske Skole, 1993. Omen, Visby, Sverige, 1993. Elia, ved Herning, 2001 og det rødt lysende hus med vandfald Red Fall i Randers fra 2002. Ingvar Cronhammar stod også bag eksteriørbearbejdning af Kastrup Koblingsstation, ved Københavns Lufthavn for Københavns Belysningsvæsen, Københavns Lufthavne og Øresundskonsortiet, i samarbejde med arkitektfirmaet Gottlieb Paludan Architects, en opgave for Statens Kunstfond udført i 1999. Ingvar Cronhammars gennembrudsværk var The Gate fra 1988 – en gigant installation, der efterlader en illustration af et uhyggeligt maskinrum med blandt andet turbiner, hvalkranie, projektørlys og 'vandgrav'. Værket turnerede rundt fra kunstmuseum til kunstmuseum, med start i Århus.

## Inspirationskilder
Ingvar Cronhammar var meget visuelt orienteret og hentede hovedsageligt sin inspiration fra sine visuelle omgivelser. Visuelle effekter og teknik fra fx videofilm gav således Cronhammar inspiration til mange af hans kunstværker.
I tillægget, Kulturweekend, 7. februar 2008, til Jyllands-Posten meddelte Cronhammar, at "...fem overskrifter har været og er stadig betydningsfulde brikker i mit liv," de 5 er Emanuel Vigelands Mausoleum, George S. Patton Jr., Gavin Bryars: Jesus Blood Never Failed Me Yet, Ursaab (prototypen på Saab) og Herman Melville: Moby Dick

## Anerkendelser

### Priser og legater
- Statens Kunstfonds arbejdslegat, 1987, 1988, 1993, 1994, 1995
- Statens Kunstfonds 3. årige arbejdslegat, 1989-91
- Præmie fra Statens Kunstfond, 1988
- Rejselegat fra Statens Kunstfond, 1992 og 1995
- Årets Kunstner, JyllandsPostens Rejselegat, 1992
- Carl Nielsen og Anne Marie Carl Nielsens Legats Ærespris, 1996
- Ole Haslunds Kunstnerfonds Legat, 1996
- Danske Kunstkritikeres Pris, 1998
- Billedhugger Viggo Jarls legat til fordel for danske billedhuggere, 1999
- "PRIX SPECIAL du JURY", Musée en plein air du Sart Tilman – Liége, Belgien, 2000
- Hernings Turistpris, 2001
- Fonden Kristian Zahrtmanns Hæderspris, 2001
- Herning Kommunes Arkitekturpris, 2002

### Tilkendegivelser
- Eckersberg Medaljen1993.
- Statens Kunstfonds livsvarige ydelse, 1995.
- Thorvaldsen Medaljen, 2003.
- Ridderkorset af Dannebrogordenen, 2007[2]